# 스티븐 F. 우드바 헤이지 센터

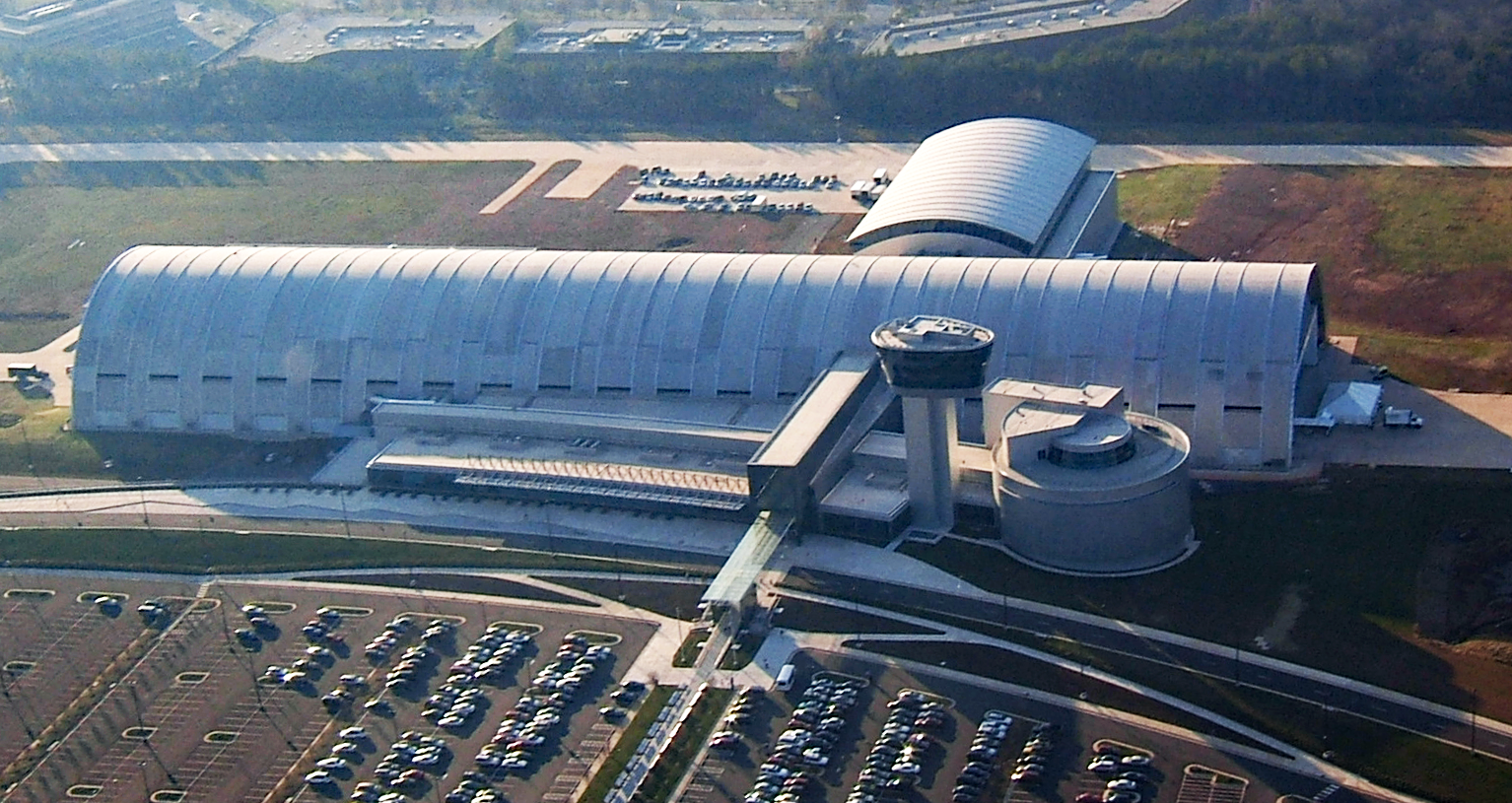
스티븐 F. 우드바 헤이지 센터(2004년 촬영)

스티븐 F. 우드바 헤이지 센터(영어: Steven F. Udvar-Hazy Center)는 미국 국립항공우주박물관의 별관인 박물관으로, 워싱턴 덜레스 국제공항 옆에 위치하고 있다.